# У замку Аргол
У замку Аргол (фр. Au château d'Argol) је роман француског писца Жилијена Грака из 1938. године. Прича је смештена у замку у Бретањи, чији нови власник је у госте позвао пријатеља, који је такође довео младу жену. Роман је препун симбола и користи елементе из готичке хорор књижевности, које спаја са хегелијанским размишљањем и стилским особинама блиским надреалистичком покрету, укључујући веома апстрактну радњу. У свом „Обавештењу читаоцу”, Грак описује књигу као „демонску верзију” опере Парсифал Рихарда Вагнера.
Књигу је у Србији објавила издавачка кућа 4СЕ 2021. године, у преводу Предрага Тодоровића.

## Радња
Роман, релативно кратак, фокусира се на односе три лика: Албера, Херминијана и Хајде. Албер је купио тајанствени замак Аргол у Бретањи да би тамо водио филозофске студије. Тамо га посећује његов најбољи пријатељ, Херминијан, који стиже у пратњи младе жене, прелепе Хајде. Од прве вечери делује провокативно и заљубљено у Албера. Између ова три лика, односи љубави и мржње су уткани у позадини позивања на оперу Парсифал. Једног дана, Херминијан води Хајде у шуму. Албер, забринут, убрзо након тога одлази да их потражи и проналази Хајде, саму, голу, крваву. Он се брине о њој и лечи је, али тада обоје мисле само на Херминијана и траже га. Током дуге шетње шумом, нашли су га на земљи, како лежи наизлгед мртав, вероватно оборен са коња, и брину се о њему. Хајде се ретко појављује наредних дана. После једне конфузне ноћи, она је отрована. Херминијан напушта замак увече и одлази у шуму. Осећа се као да га неко прати, али се не окреће, након чега је избоден ножем.

## Анализа
Овај роман је Андре Бретон, од његовог првог објављивања, поздравио као „врхунац надреализма”. У свом предговору, Жилијен Грак евоцира и књижевну школу која је, у његовим очима, једина, после Првог светског рата, „оживела исцрпљене насладе увек детињастог неба истраживача”. За Андреа Пјера де Мандијарга, који описује Аргол као замак страсти, „оно што је надреално [...] је потрага за лепотом гурнута до најапсолутнијег пароксизма”, цитирајући поглавље овог романа под насловом „Купање” (где три лика пливају према пучини изван својих снага као да желе да умру) са реченицом попут „Разоденули су се међу гробовима”.
Грак у овој причи комбинује немачки романтизам, немачку филозофију, посебно Хегела, као и средњовековне артуријанске легенде, пишући према сопственом изразу, демонску верзију Парсифала Рихарда Вагнера. „Његова три хероја, два мушкарца и жена, који се скривају у изгубљеном замку у Бретањи, одбијају страствени и обичан свет да би се у потпуности препустили играма ума, фасцинацији дијалектиком, гурајући их до њихових најмрачнијих и најопаснијих последица.”
Иза речника који се чини прецизним, чак и геометријским, реченице отварају ум машти и често се испостављају као лавиринт, попут описа замка, без „икаквог плана спрата”.
Поред насловног замка, шума, која га окружује, привилеговано је место догађаја. Ако се Албер плаши ове шуме, „Хајде воли да је обилази, да је истражује, јер у њој налази слику своје тајанствене женствености природно се уклапа у покретне снаге биљака и воде.”
Село Аргол постоји у Бретањи, у оквиру регионалног парка природе Арморик, али не садржи ниједан замак.

## Објављивање
Роман, ауторов први, одбила је издавачка кућа Éditions Gallimard, али је прихватио и објавио издавач José Corti, који је већ објављивао надреалистичка дела.